# Doris odhneri
Doris odhneri MacFarland, 1966 è un mollusco nudibranco della famiglia Dorididae.

## Biologia
Si nutre di spugne dei generi Craniella, Halichondria (Halichondria panicea), Mycale (Mycale adhaerens, ecc), Myxilla (Myxilla incrustans) e delle specie Haliclona permollis, Hymeniacidon ungodon, Lissodendoryx firma, Stylissa stipitata, Syringella amphispicula.